# Salasaari
Salasaari är en ö i Finland. Den ligger i sjön Myllylampi och i kommunen Kangasniemi i den ekonomiska regionen  S:t Michel och landskapet Södra Savolax, i den södra delen av landet, 210 km norr om huvudstaden Helsingfors. Öns area är 4,2 hektar och dess största längd är 460 meter i sydöst-nordvästlig riktning.